# لورا ماكدونالد
لورا ماكدونالد (بالإنجليزية: Laura Macdonald) هي ملحنة بريطانية، ولدت في 17 يوليو 1974.